# Аристер, Николай Иванович
Никола́й Ива́нович Аристер (8 июня 1947 — 29 января 2021) — российский экономист, специалист в области экономики образования и государственного предпринимательства. Доктор экономических наук, член-корреспондент РАО по Отделению профессионального образования с 23 декабря 2008 года.

## Биография
В 1979 году защитил кандидатскую диссертацию «Совершенствование оплаты труда работников культуры на современном этапе», 22 октября 1993 года — докторскую диссертацию по монографии «Организационно-экономический механизм научной аттестации» (официальные оппоненты А. М. Бабич, Н. А. Иванов, А. С. Панкратов). В разные годы работал начальником Управления организации и государственного контроля в сфере аттестации научных и научно-педагогических работников Федеральной службы по надзору в сфере образования и науки, советником министра образования и науки Российской Федерации. Председатель совета директоров открытого акционерного общества «Научно-производственное объединение „Экономика“». Главный учёный секретарь ВАК РФ (2005—2017).
В последние годы руководил Центром аттестации научно-педагогических работников 1-го МГМУ им. И. М. Сеченова.

## Научная деятельность
Сферой научных интересов Н. И. Аристера была подготовка научно-педагогических кадров. Им разработана методология социально-экономического подхода к высшему профессиональному образованию и мотивационно-смысловая концепция подготовки экономиста как специалиста высшей квалификации, развиты взгляды на особенности и условия формирования экономики высшей профессиональной школы, подготовлены проекты основных законодательных актов и нормативных документов по вопросам аттестации кадров экономистов высшей квалификации, определены специфика и характер системы научной экспертизы диссертационных исследований по экономике высшей школы. Являлся одним из инициаторов и организаторов модернизации аттестации кадров высшей квалификации, реализовал внедрение стратегии и принципов подготовки кадров высшей квалификации в странах СНГ.

## Основные работы
- Процедура подготовки и защиты диссертаций. М.: АОЗТ «Икар», 1995.
- Аристер Н. И., Резник С. Д. Управление диссертационным советом: практическое пособие / под общ. ред. проф. Ф. И. Шамхалова. — 3-е изд., перераб. и доп. — М.: ИНФРА-М, 2010. — 464 с. — (Менеджмент в науке). ISBN 978-5-16-003691-5.
- Диссертационный менеджмент в вопросах и ответах / Н. И. Аристер, С. Д. Резник, О. А. Сазыкина; под общ. ред. Ф. И. Шамхалова. — М.: ИНФРА-М, 2011. — 255, [1] с. — (Менеджмент в науке).; ISBN 978-5-16-004306-7.
- О плагиате в произведениях науки (диссертациях на соискание ученой степени) / С. М. Шахрай, Н. И. Аристер, А. А. Тедеев. — М.: МИИ, 2014. — 175 с.; ISBN 978-5-00077-056-6.

## Награды и звания
- орден Почёта (2006)
- заслуженный экономист Российской Федерации (2002)
- почётный работник высшего профессионального образования Российской Федерации